# ザ・ビートモーターズ
ザ・ビートモーターズ (THE BEATMOTORS) は、日本のロックバンド。

2004年より、現在のメンバーとなり活動中。所属レーベルはSMALLER RECORDINGS。

## 概要
秋葉、木村、柳川が明治大学の軽音楽サークルケーパースで出会い結成。

2004年冬、ドラムの鹿野が加入して現在のバンドメンバーとなる。

2009年初頭MySpaceとソニー・ミュージックアーティスツが初めて共催したオーディション「プリプロ」のファイナリストに選ばれた。
グループ名の由来は、結成当時に行ったポール・マッカートニーのライブにて、スポンサーであった三菱自動車が、同社のキャッチコピーである「Heart-Beat-Motors」と書かれた手さげ袋を配っており、それをきっかけに木村が命名したという。
『ばらいろの世界』が映画『スマグラーお前の未来を運べ』の劇中歌となった。

## メンバー
- 秋葉正志（あきば まさし 1983年5月29日-）ボーカル、ギター、ハープを担当。埼玉県熊谷市出身。埼玉県立熊谷高等学校、明治大学文学部卒業。血液型はB型。

- 柳川崇史（やながわ たかし 1983年3月30日-）ベース、コーラスを担当。愛知県長久手市出身。明治大学商学部卒業。血液型はO型。愛称はジョニー

- 鹿野隆広（しかの たかひろ 1984年3月5日-）ドラム、コーラスを担当。埼玉県熊谷市出身。日本大学法学部卒業。血液型はO型。

## 元メンバー
木村哲朗（きむら てつろう 1983年4月9日-）ギター、コーラスを担当。神奈川県横浜市出身。明治大学政治経済学部卒業。血液型はO型。→2017年3月30日脱退

## ミュージックビデオ
| 監督         | 曲名                                                                         |
| 柿本ケンサク | 「きれいな少女 (SUMMER ver.)」「きれいな少女 (WINTER ver.)」「ちくちくちく」 |
| 谷篤         | 「時代」                                                                     |
| 吉野達哉     | 「ジェット先生」                                                             |
| 不明         | 「hallelujah」「ばらいろの世界」                                             |

## タイアップ
| 楽曲 | タイアップ                               |
| ---- | ---------------------------------------- |
| 時代 | J SPORTS「野球好き」2012年度テーマソング |
| 時代 | イオン「朝トク7時・4時トク夕市」編CM     |

## 主なライブ

### ワンマンライブ・主催イベント
- 2011年 - ノリノリバトルシリーズ～ザ・ビートモーターズからの挑戦状～
- 2012年 - 2nd Full Album「Gris Gris」発売記念ワンマンツアー 「Gris Gris Mystery Tour」
- 2013年 - WELCOME TO "EAST-WEST"!!
w/カルマセーキ / ザ・ラヂオカセッツ / BUGY CRAXONE
- 2013年 - 6月ワンマンライブ「完全にライブ」
- 2013年12月23日 - ザ・ビートモーターズpresents「エレクトリック忘年会」
- 2015年03月08日 - THE BEATMOTORS MANIA

### 出演イベント
- 2009年08月09日 - SUMMER SONIC 2009
- 2009年09月21日 - SHINKIBA JUNCTION 2009 "また倶知安じゃないジャン!"
- 2009年10月30日 - MINAMI WHEEL 2009 EXTRA -MIDNIGHT STRANGER -
- 2009年11月01日 - MINAMI WHEEL 2009
- 2009年12月29日 - FM802 ROCK FESTIVAL RADIO CRAZY 2009
- 2009年12月30日 - COUNTDOWN JAPAN 09/10
- 2010年03月22日 - SANUKI ROCK COLOSSEUM 2010
- 2010年05月01日 - ARABAKI ROCK FEST.10
- 2010年06月13日 - OTODAMA'10 ～ヤングライオン編～
- 2010年08月07日 - ROCK IN JAPAN FESTIVAL 2010
- 2010年09月04日 - OTODAMA'10 ～音泉魂～
- 2010年10月17日 - ベストヒット☆SMA「円山町ロックサーキット」
- 2010年11月13日 - MINAMI WHEEL 2010 EXTRA -MIDNIGHT EDITION-
- 2010年11月16日 - 「1116」
- 2010年12月31日 - COUNTDOWN JAPAN 10/11
- 2011年07月14日 - スペースシャワー列伝 第85巻 ～三面鏡(さんめんきょう)の宴～
- 2011年08月20日 - Re:mix 2011
- 2011年08月27日 - ARABAKI ROCK FEST.11
- 2011年12月28日 - COUNTDOWN JAPAN 11/12
- 2011年12月31日 - KINDAMA'11～年越音泉!謹賀魂～「夏の借り(ちょっと)返してやるスペシャル」
- 2012年03月18日 - HAPPY JACK 2012
- 2012年06月02日 - SAKAE SP-RING 2012
- 2012年09月09日 - OTODAMA'11-'12 ～音泉魂～
- 2012年11月08日 - LIVE! TOWER RECORDS 「Zepp! Step! SMA!」
- 2013年04月28日 - ARABAKI ROCK FEST.13
- 2013年05月13日 - フジタユウスケレコ発ツーマン「そうだライブ、いこう。 Vol.8 ～大阪へおこしやす～ バンド2マン」
- 2013年07月21日 - JOIN ALIVE 2013
- 2013年09月09日 - 爆弾ジョニー 9.9京都決戦!セク爆モーターズ
- 2014年02月22日 - STANCE PUNKS presents 火の玉宣言 vol.41～地下パンクの逆襲～supported by 下北ロック
- 2014年07月05日 - The cold tommy 1st Full Album『conservative dolls』Release Tour 2014
- 2014年07月12日 - セックスマシーン newシングル 「文句はないな野郎ども!」 レコ発ワンマン
- 2014年08月02日 - GUNZE BODY WILD presents FM802 25th&SMA 40th Anniversary SPECIAL LIVE -8月2日はパンツの日-
- 2014年08月20日 - Beat Happening!SHIBUYA R&R SUMMER PANIC!
- 2014年09月25日 - ロックロックこんにちは! Ver.18
- 2014年10月18日 - nicoten×BAR THE LOFT presents「ニコバザール3」
- 2014年12月06日 - フラワーカンパニーズ フラカン結成25周年 ほぼ対バンtour 「シリーズ・人間の爆発スペシャル」
- 2015年03月15日 - TENJIN ONTAQ 天神音たく
- 2015年03月16日 - FACE IT!!
- 2015年04月04日 - 高円寺周遊フェスBOYS ON DREAM～一生青春!!～
- 2015年05月09日 - ロックンロールサーカス 2015～強烈3マン、十三死闘編～
- 2015年06月26日 - ねむれない"京"Tonight Vol.14
- 2015年07月07日 - フリサト presents 【下北沢CLUB Que復活祭～僕らが会えるのは天の川じゃなく...】
- 2015年07月27日 - CLUB UPSET 10th ANNIVERSARY "ロッ魂!!"
- 2015年07月28日 - MUSE音泉祭り'15
- 2015年11月06日 - TOP GEAR SHOW!!